# Daïras de la wilaya de Tipaza

Daïras de la wilaya de Tipaza

La wilaya de Tipaza compte dix daïras (circonscriptions administratives), chacune comprenant plusieurs communes pour un total de vingt-huit communes.

## Daïras de la wilaya de Tipaza
| Daïra        | Nombre de communes | Communes                                              |
| ------------ | ------------------ | ----------------------------------------------------- |
| Ahmar El Ain | 3                  | Ahmar El Ain, Bourkika, Sidi Rached                   |
| Bou Ismail   | 4                  | Bou Ismail, Ain Tagourait, Bou Haroun, Khemisti       |
| Cherchell    | 4                  | Cherchell, Sidi Ghiles, Hadjeret Ennous, Sidi Semiane |
| Damous       | 3                  | Damous, Larhat, Beni Milleuk                          |
| Fouka        | 2                  | Fouka, Douaouda                                       |
| Gouraya      | 3                  | Gouraya, Messelmoun, Aghbal                           |
| Hadjout      | 2                  | Hadjout, Merad                                        |
| Koléa        | 3                  | Koléa, Chaiba, Attatba                                |
| Sidi Amar    | 3                  | Sidi Amar, Nador, Menaceur                            |
| Tipaza       | 1                  | Tipaza                                                |